# 320
320 (CCCXX) var ett skottår som började en fredag i den julianska kalendern.

## Händelser

### December
- 25 december – 25 december introduceras som Jesu födelsedag.

### Okänt datum
- Fyrtio soldater dör martyrdöden i Sebaste. Detta firades i äldre tiders almanackor den 9 mars under rubriken Fyrtio martyrer.
- Under Crispus, son till Konstantin den store, besegras frankerna igen, vilket säkrar en tjugoårig fredsperiod längs Rhengränsen.
- Chandragupta I uppstiger på tronen i Guptariket i Indien och grundar därmed Guptadynastin.
- Hunnerna kommer till Persien.

## Födda
- Constans (Flavius Julius Constans), romersk kejsare 337–350
- Flavian I, patriark av Antiochia
- Sextus Aurelius Victor, romersk politiker och skrivare

## Avlidna
- Lactantius, tidig kristen författare